# Lijst van landen in 1923
Hieronder volgt een lijst van landen van de wereld in 1923.

## Uitleg
- Op 1 januari 1923 waren er 64 onafhankelijke staten die door een ruime meerderheid van de overige staten erkend werden (inclusief Andorra[1], exclusief dominions van het Britse Rijk en exclusief vazalstaten). In 1923 kwam Nepal er als onafhankelijke staat bij.
- De in grote mate onafhankelijke Britse dominions zijn weergegeven onder het kopje dominions van het Britse Rijk.
- Alle de facto onafhankelijke staten zonder ruime internationale erkenning zijn weergegeven onder het kopje niet algemeen erkende landen.
- Afhankelijke gebieden en gebieden die vaak als afhankelijk gebied werden beschouwd, zijn weergegeven onder het kopje niet-onafhankelijke gebieden.
- Autonome gebieden, bezette gebieden en micronaties zijn niet op deze pagina weergegeven.

## Staatkundige veranderingen in 1923
- 23 januari: Litouwen annexeert het Memelland.
- 23 februari: het niet-erkende de facto onafhankelijke land Vrijstaat Flessenhals wordt door Frankrijk bezet.
- 25 mei: Transjordanië wordt een apart mandaatgebied los van het Mandaatgebied Palestina.
- 23 juli: vorming van de Britse afhankelijkheid Ross Dependency. Op 30 juli wordt het gebied overgedragen aan Nieuw-Zeeland.
- 24 juli: Vrede van Lausanne. Officieel einde van het Ottomaanse Rijk. Cyprus wordt officieel Brits gebied (voorheen bezet gebied). Italië annexeert formeel de (in de Eerste Wereldoorlog ingenomen) Italiaanse Egeïsche Eilanden.
- 1 oktober: Zuid-Rhodesië wordt een Britse kolonie (voorheen eigendom van de British South Africa Company).
- 20 oktober: de Volksrepubliek Chorasmië wordt de Chorasmische Socialistische Sovjetrepubliek.
- 21 oktober: creatie van de door Frankrijk gesteunde Rijnlandse Republiek.
- 29 oktober: proclamatie van de Republiek Turkije.
- 18 december: Tanger wordt een internationale zone.
- 21 december: Nepal wordt onafhankelijk van het Verenigd Koninkrijk.
- Nauru wordt een Australisch-Brits-Nieuw-Zeelands mandaatgebied (voorheen bezet gebied).
- Einde van de de facto onafhankelijkheid van de Republiek Perloja.
- Het Sandjak van Alexandretta wordt door de Fransen bij de Staat Aleppo gevoegd.
- Het protectoraat Opper-Asir wordt door het Koninkrijk Hidjaz geannexeerd.

## Algemeen erkende landen

### A
| Korte landsnaam (Nederlands) | Officiële landsnaam (Nederlands) | Korte landsnaam (oorspronkelijke taal/talen) |
| ---------------------------- | -------------------------------- | -------------------------------------------- |
| Afghanistan                  | Emiraat Afghanistan              | Dari en Pasjtoe: Afghānestān / افغانستان     |
| Albanië                      | Vorstendom Albanië               | Albanees: Shqipëria                          |
| Andorra                      | Vorstendom Andorra               | Catalaans: Andorra                           |
| Argentinië                   | Republiek Argentinië             | Spaans: Argentina                            |

### B
| Korte landsnaam (Nederlands) | Officiële landsnaam (Nederlands)               | Korte landsnaam (oorspronkelijke taal/talen) |
| ---------------------------- | ---------------------------------------------- | -------------------------------------------- |
| België                       | Koninkrijk België                              | Frans: Belgique Nederlands: België           |
| Bolivia                      | Republiek Bolivia                              | Spaans: Bolivia                              |
| Brazilië                     | Republiek van de Verenigde Staten van Brazilië | Portugees: Brasil                            |
| Bulgarije                    | Koninkrijk Bulgarije                           | Bulgaars: Bălgarija / България               |

### C
| Korte landsnaam (Nederlands) | Officiële landsnaam (Nederlands) | Korte landsnaam (oorspronkelijke taal/talen) |
| ---------------------------- | -------------------------------- | -------------------------------------------- |
| Chili                        | Republiek Chili                  | Spaans: Chile                                |
| China                        | Republiek China                  | Mandarijn: Zhongguo / 中國                   |
| Colombia                     | Republiek Colombia               | Spaans: Colombia                             |
| Costa Rica                   | Republiek Costa Rica             | Spaans: Costa Rica                           |
| Cuba                         | Republiek Cuba                   | Spaans: Cuba                                 |

### D
| Korte landsnaam (Nederlands) | Officiële landsnaam (Nederlands) | Korte landsnaam (oorspronkelijke taal/talen) |
| ---------------------------- | -------------------------------- | -------------------------------------------- |
| Denemarken                   | Koninkrijk Denemarken            | Deens: Danmark                               |
| Duitsland                    | Duitse Rijk                      | Duits: Deutschland                           |

### E
| Korte landsnaam (Nederlands) | Officiële landsnaam (Nederlands) | Korte landsnaam (oorspronkelijke taal/talen) |
| ---------------------------- | -------------------------------- | -------------------------------------------- |
| Ecuador                      | Republiek Ecuador                | Spaans: Ecuador                              |
| El Salvador                  | Republiek El Salvador            | Spaans: El Salvador                          |
| Estland                      | Republiek Estland                | Estlands: Eesti                              |
| Ethiopië                     | Keizerrijk Ethiopië              | Amhaars: Ītyop'iya / ኢትዮጵያ                   |

### F
| Korte landsnaam (Nederlands) | Officiële landsnaam (Nederlands)            | Korte landsnaam (oorspronkelijke taal/talen) |
| ---------------------------- | ------------------------------------------- | -------------------------------------------- |
| Finland                      | Republiek Finland                           | Fins: Suomi Zweeds: Finland                  |
| Fiume                        | Vrijstaat Fiume (ook wel: Vrijstaat Rijeka) | Duits, Hongaars en Italiaans: Fiume          |
| Frankrijk                    | Franse Republiek                            | Frans: France                                |

### G
| Korte landsnaam (Nederlands) | Officiële landsnaam (Nederlands) | Korte landsnaam (oorspronkelijke taal/talen) |
| ---------------------------- | -------------------------------- | -------------------------------------------- |
| Griekenland                  | Koninkrijk Griekenland           | Grieks: Hellas / 'Ελλας                      |
| Guatemala                    | Republiek Guatemala              | Spaans: Guatemala                            |

### H
| Korte landsnaam (Nederlands) | Officiële landsnaam (Nederlands) | Korte landsnaam (oorspronkelijke taal/talen) |
| ---------------------------- | -------------------------------- | -------------------------------------------- |
| Haïti                        | Republiek Haïti                  | Frans: Haïti                                 |
| Honduras                     | Republiek Honduras               | Spaans: Honduras                             |
| Hongarije                    | Koninkrijk Hongarije             | Hongaars: Magyarország                       |

### I
| Korte landsnaam (Nederlands) | Officiële landsnaam (Nederlands) | Korte landsnaam (oorspronkelijke taal/talen) |
| ---------------------------- | -------------------------------- | -------------------------------------------- |
| IJsland                      | Koninkrijk IJsland               | IJslands: Ísland                             |
| Italië                       | Koninkrijk Italië                | Italiaans: Italia                            |

### J
| Korte landsnaam (Nederlands) | Officiële landsnaam (Nederlands)           | Korte landsnaam (oorspronkelijke taal/talen)                     |
| ---------------------------- | ------------------------------------------ | ---------------------------------------------------------------- |
| Japan                        | Groot Keizerrijk Japan                     | Japans: Nihon / 日本                                             |
| Joegoslavië                  | Koninkrijk der Serven, Kroaten en Slovenen | Servo-Kroatisch: Jugoslavija / Југославија Sloveens: Jugoslavija |

### L
| Korte landsnaam (Nederlands) | Officiële landsnaam (Nederlands) | Korte landsnaam (oorspronkelijke taal/talen) |
| ---------------------------- | -------------------------------- | -------------------------------------------- |
| Letland                      | Republiek Letland                | Lets: Latvija                                |
| Liberia                      | Republiek Liberia                | Engels: Liberia                              |
| Liechtenstein                | Vorstendom Liechtenstein         | Duits: Liechtenstein                         |
| Litouwen                     | Republiek Litouwen               | Litouws: Lietuva                             |
| Luxemburg                    | Groothertogdom Luxemburg         | Duits: Luxemburg Frans: Luxembourg           |

### M
| Korte landsnaam (Nederlands) | Officiële landsnaam (Nederlands) | Korte landsnaam (oorspronkelijke taal/talen) |
| ---------------------------- | -------------------------------- | -------------------------------------------- |
| Mexico                       | Verenigde Mexicaanse Staten      | Spaans: México                               |
| Monaco                       | Vorstendom Monaco                | Frans: Monaco                                |

### N
| Korte landsnaam (Nederlands) | Officiële landsnaam (Nederlands) | Korte landsnaam (oorspronkelijke taal/talen) |
| ---------------------------- | -------------------------------- | -------------------------------------------- |
| Nederland                    | Koninkrijk der Nederlanden       | Nederlands: Nederland                        |
| Nepal (vanaf 21 december)    | Koninkrijk Nepal                 | Nepalees: Nepal / नेपाल                        |
| Nicaragua                    | Republiek Nicaragua              | Spaans: Nicaragua                            |
| Noorwegen                    | Koninkrijk Noorwegen             | Noors: Norge                                 |

### O
| Korte landsnaam (Nederlands)     | Officiële landsnaam (Nederlands) | Korte landsnaam (oorspronkelijke taal/talen)             |
| -------------------------------- | -------------------------------- | -------------------------------------------------------- |
| Oostenrijk                       | Republiek Oostenrijk             | Duits: Österreich                                        |
| Ottomaanse Rijk (tot 6 augustus) | Sublieme Ottomaanse Staat        | Osmaans: Devlet-i Âliyye-i Osmaniyye / دولتْ علیّه عثمانیّه |

### P
| Korte landsnaam (Nederlands) | Officiële landsnaam (Nederlands) | Korte landsnaam (oorspronkelijke taal/talen) |
| ---------------------------- | -------------------------------- | -------------------------------------------- |
| Panama                       | Republiek Panama                 | Spaans: Panamá                               |
| Paraguay                     | Republiek Paraguay               | Spaans: Paraguay                             |
| Peru                         | Peruviaanse Republiek            | Spaans: Perú                                 |
| Perzië                       | Sublieme Perzische Staat         | Perzisch: Irân / ایران                       |
| Polen                        | Republiek Polen                  | Pools: Polska                                |
| Portugal                     | Portugese Republiek              | Portugees: Portugal                          |

### R
| Korte landsnaam (Nederlands) | Officiële landsnaam (Nederlands) | Korte landsnaam (oorspronkelijke taal/talen) |
| ---------------------------- | -------------------------------- | -------------------------------------------- |
| Roemenië                     | Koninkrijk Roemenië              | Roemeens: România                            |

### S
| Korte landsnaam (Nederlands)                      | Officiële landsnaam (Nederlands)                 | Korte landsnaam (oorspronkelijke taal/talen) |
| ------------------------------------------------- | ------------------------------------------------ | -------------------------------------------- |
| San Marino                                        | Republiek San Marino                             | Italiaans: San Marino                        |
| Siam                                              | Koninkrijk Siam                                  | Thai: Mueang Thai / เมืองไทย                  |
| (tot 12 november) Sovjet-Unie (vanaf 12 november) | Unie van Socialistische Sovjetrepublieken (USSR) | Russisch: Sovjetski Sojoez / Советский Союз  |
| Spanje                                            | Koninkrijk Spanje                                | Spaans: España                               |

### T
| Korte landsnaam (Nederlands) | Officiële landsnaam (Nederlands)                                          | Korte landsnaam (oorspronkelijke taal/talen) |
| ---------------------------- | ------------------------------------------------------------------------- | -------------------------------------------- |
| Tsjechoslowakije             | Tsjechoslowaakse Republiek                                                | Slowaaks en Tsjechisch: Československo       |
| Turkije (vanaf 24 juli)      | Turkije (van 24 juli tot 29 oktober) Republiek Turkije (vanaf 29 oktober) | Turks: Türkiye                               |

### U
| Korte landsnaam (Nederlands) | Officiële landsnaam (Nederlands)    | Korte landsnaam (oorspronkelijke taal/talen) |
| ---------------------------- | ----------------------------------- | -------------------------------------------- |
| Uruguay                      | Republiek ten oosten van de Uruguay | Spaans: Uruguay                              |

### V
| Korte landsnaam (Nederlands) | Officiële landsnaam (Nederlands)                    | Korte landsnaam (oorspronkelijke taal/talen) |
| ---------------------------- | --------------------------------------------------- | -------------------------------------------- |
| Venezuela                    | Verenigde Staten van Venezuela                      | Spaans: Venezuela                            |
| Verenigd Koninkrijk          | Verenigd Koninkrijk van Groot-Brittannië en Ierland | Engels: United Kingdom                       |
| Verenigde Staten             | Verenigde Staten van Amerika                        | Engels: United States                        |

### Z
| Korte landsnaam (Nederlands) | Officiële landsnaam (Nederlands) | Korte landsnaam (oorspronkelijke taal/talen)     |
| ---------------------------- | -------------------------------- | ------------------------------------------------ |
| Zweden                       | Koninkrijk Zweden                | Zweeds: Sverige                                  |
| Zwitserland                  | Zwitserse Bondsstaat             | Duits: Schweiz Frans: Suisse Italiaans: Svizzera |

## Andere landen

### Dominions van het Britse Rijk
De dominions van het Britse Rijk hadden een grote mate van onafhankelijkheid.
| Korte landsnaam (Nederlands) | Officiële landsnaam (Nederlands) | Korte landsnaam (oorspronkelijke taal/talen) |
| ---------------------------- | -------------------------------- | -------------------------------------------- |
| Australië                    | Gemenebest Australië             | Engels: Australia                            |
| Canada                       | Dominion Canada                  | Engels en Frans: Canada                      |
| Ierse Vrijstaat              | Ierse Vrijstaat                  | Engels: Ireland Iers: Éire                   |
| Newfoundland                 | Dominion Newfoundland            | Engels: Newfoundland                         |
| Nieuw-Zeeland                | Dominion Nieuw-Zeeland           | Engels: New Zealand                          |
| Unie van Zuid-Afrika         | Unie van Zuid-Afrika             | Engels: South Africa Nederlands: Zuid-Afrika |

### Landen binnen de grenzen van het (voormalige) Ottomaanse Rijk
In onderstaande lijst zijn landen opgenomen die waren uitgeroepen in het gebied dat aanvankelijk behoorde tot het Ottomaanse Rijk, maar die de facto onafhankelijk waren door de val van het Ottomaanse Rijk. Het Sjeikdom Opper-Asir was, tot het in 1923 door Hidjaz geannexeerd werd, een protectoraat van Hidjaz en is niet apart in onderstaande lijst opgenomen. Het Sjeikdom Opper-Asir (een protectoraat van Hidjaz) en Najran (een protectoraat van Jemen) zijn niet apart in onderstaande lijst opgenomen.
| Korte landsnaam (Nederlands)  | Officiële landsnaam (Nederlands)         | Korte landsnaam (oorspronkelijke taal/talen) |
| ----------------------------- | ---------------------------------------- | -------------------------------------------- |
| Asir                          | Idrisidenemiraat Asir                    | Arabisch: ʿAsīr / عسير                       |
| Bayda                         | Sultanaat Bayda (ook wel: Beda / Baidah) | Arabisch: Al-Bayḍā / ٱلْبَيْضَاء                 |
| Hidjaz                        | Koninkrijk Hidjaz                        | Arabisch: al-Ḥiǧāz / الحجاز                  |
| (tot 1923) Jemen (vanaf 1923) | Mutawakkilitisch Koninkrijk Jemen        | Arabisch: al-Yaman / اليمن                   |
| Koerdistan                    | Koninkrijk Koerdistan                    | Koerdisch: Kurdistanê / كوردستان             |
| Nadjd                         | Sultanaat Nadjd en Onderhorigheden       | Arabisch: Najd / نجد                         |
| Turkije (tot 24 juli)         | Turkije                                  | Turks: Türkiye                               |

### Niet algemeen erkende landen
In onderstaande lijst zijn landen opgenomen die een ruime internationale erkenning misten, maar wel de facto onafhankelijk waren en de onafhankelijkheid hadden uitgeroepen. 
| Korte landsnaam (Nederlands)  | Officiële landsnaam (Nederlands)                        | Korte landsnaam (oorspronkelijke taal/talen) |
| ----------------------------- | ------------------------------------------------------- | -------------------------------------------- |
| Aussa                         | Afar Sultanaat Aussa (ook wel: Sultanaat Awsa)          | Afar: Awsa Arabisch: سلطنة عفر               |
| Flessenhals (tot 25 februari) | Vrijstaat Flessenhals                                   | Duits: Flaschenhals                          |
| Mongolië                      | Grote Mongoolse Staat                                   | Mongools: Mongol Uls / Монгол Улс /          |
| Perloja (tot 1923)            | Republiek Perloja                                       | Litouws: Perloja                             |
| Rif-Republiek                 | De Geconfedereerde Republiek van de Stammen van het Rif | Riffijns: Tagduda n Arif                     |
| Tibet                         | Tibet                                                   | Tibetaans: Bod / བོད་                         |

## Niet-onafhankelijke gebieden
Hieronder staat een lijst van afhankelijke gebieden inclusief Åland en Spitsbergen.

### Amerikaanse niet-onafhankelijke gebieden
De Filipijnen en Porto Rico waren organized unincorporated territories, wat wil zeggen dat het afhankelijke gebieden waren van de Verenigde Staten met een bepaalde vorm van zelfbestuur. Daarnaast waren er nog een aantal unorganized unincorporated territories. Deze gebieden waren ook afhankelijke gebieden van de VS, maar kenden geen vorm van zelfbestuur. Alaska en Hawaï waren als organized incorporated territories een integraal onderdeel van de VS en zijn derhalve niet in onderstaande lijst opgenomen.
Diverse eilandgebieden werden door de Verenigde Staten geclaimd als unorganized unincorporated territories, maar werden door andere landen bestuurd. De eilandgebieden Fanning, Funafuti, Kersteiland, Nukufetau, Nukulaelae, Niulakita en Washington vielen onder het bestuur van het Verenigd Koninkrijk als onderdeel van de Gilbert en Ellice-eilanden. De eilandgebieden Atafu, Bowditch en Nukunonu vielen onder het bestuur van het Verenigd Koninkrijk als onderdeel van de Unie-eilanden. De eilandgebieden Manihiki, Penrhyn, Pukapuka en Rakahanga vielen onder het bestuur van het Verenigd Koninkrijk als onderdeel van de Cookeilanden. De eilandgebieden Caroline, Flint, Jarvis, Malden,  Starbuck en Vostok vielen als de Line-eilanden onder het bestuur van het Verenigd Koninkrijk. De eilandgebieden Baker, Birnie, Canton, Enderbury, Gardner, McKean, Phoenix en Sydney vielen als de Phoenixeilanden ook onder het bestuur van het Verenigd Koninkrijk. Minamitorishima (Marcus) stond onder het bestuur van Japan.
| Korte landsnaam (Nederlands)      | Status                               | Korte landsnaam (oorspronkelijke taal/talen)               |
| --------------------------------- | ------------------------------------ | ---------------------------------------------------------- |
| Amerikaanse Maagdeneilanden       | Unorganized unincorporated territory | Engels: United States Virgin Islands                       |
| Amerikaans-Samoa                  | Unorganized unincorporated territory | Engels: American Samoa                                     |
| Filipijnen                        | Organized unincorporated territory   | Engels: Philippines Filipijns: Pilipinas Spaans: Filipinas |
| Guam                              | Unorganized unincorporated territory | Engels: Guam                                               |
| Howland                           | Unorganized unincorporated territory | Engels: Howland Island                                     |
| Johnston                          | Unorganized unincorporated territory | Engels: Johnston Atoll                                     |
| Kingman                           | Unorganized unincorporated territory | Engels: Kingman Reef                                       |
| Midway                            | Unorganized unincorporated territory | Engels: Midway Islands                                     |
| Navassa                           | Unorganized unincorporated territory | Engels: Navassa Island                                     |
| Panamakanaalzone                  | Unorganized unincorporated territory | Engels: Panama Canal Zone                                  |
| Petreleilanden                    | Unorganized unincorporated territory | Engels: Petrel Islands                                     |
| Puerto Rico (ook wel: Porto Rico) | Organized unincorporated territory   | Engels en Spaans: Porto Rico                               |
| Quita Sueño                       | Unorganized unincorporated territory | Engels: Quitasueño Bank                                    |
| Roncador                          | Unorganized unincorporated territory | Engels: Roncador Bank                                      |
| Serrana                           | Unorganized unincorporated territory | Engels: Serrana Bank                                       |
| Serranilla                        | Unorganized unincorporated territory | Engels: Serranilla Bank                                    |
| Swains                            | Unorganized unincorporated territory | Engels: Swains Island                                      |
| Swaneilanden                      | Unorganized unincorporated territory | Engels: Swan Islands                                       |
| Wake                              | Unorganized unincorporated territory | Engels: Wake Island                                        |

### Australisch-Brits-Nieuw-Zeelandse niet-onafhankelijke gebieden
| Korte landsnaam (Nederlands) | Status        | Korte landsnaam (oorspronkelijke taal/talen) |
| ---------------------------- | ------------- | -------------------------------------------- |
| Nauru (vanaf 1923)           | Mandaatgebied | Engels: Nauru                                |

### Australische niet-onafhankelijke gebieden
| Korte landsnaam (Nederlands) | Status             | Korte landsnaam (oorspronkelijke taal/talen) |
| ---------------------------- | ------------------ | -------------------------------------------- |
| Nieuw-Guinea                 | Mandaatgebied      | Engels: New Guinea                           |
| Norfolk                      | Extern territorium | Engels: Norfolk Island                       |
| Papoea                       | Extern territorium | Engels: Papua                                |

### Belgische niet-onafhankelijke gebieden
| Korte landsnaam (Nederlands) | Status        | Korte landsnaam (oorspronkelijke taal/talen)  |
| ---------------------------- | ------------- | --------------------------------------------- |
| Belgisch-Congo               | Kolonie       | Frans: Congo belge Nederlands: Belgisch-Congo |
| Ruanda-Urundi                | Mandaatgebied | Frans en Nederlands: Ruanda-Urundi            |

### Brits-Franse gebieden
| Korte landsnaam (Nederlands) | Status      | Korte landsnaam (oorspronkelijke taal/talen)   |
| ---------------------------- | ----------- | ---------------------------------------------- |
| Nieuwe Hebriden              | Condominium | Engels: New Hebrides Frans: Nouvelles-Hébrides |

### Britse niet-onafhankelijke gebieden
In onderstaande lijst zijn onder meer de Britse (kroon)kolonies en protectoraten weergegeven. Jersey, Guernsey en Man hadden als Britse Kroonbezittingen niet de status van kolonie, maar hadden een andere relatie tot het Verenigd Koninkrijk. Bhutan, Brunei, de Gefedereerde Maleise Staten, Johor, Kedah, Kelantan, Perlis, Sarawak, Terengganu en Tonga stonden als protected states onder Britse protectie, maar waren, in tegenstelling tot daadwerkelijke protectoraten, grotendeels autonoom aangaande interne aangelegenheden. De Britse Salomonseilanden, Fiji (inclusief de Pitcairneilanden), de Gilbert- en Ellice-eilanden (inclusief de Unie-eilanden), de Phoenixeilanden, de Nieuwe Hebriden (een Brits-Frans condominium) en Tonga werden door één enkele vertegenwoordiger van de Britse Kroon bestuurd onder de naam Britse West-Pacifische Territoria, maar zijn wel apart in de lijst opgenomen. Basutoland, Beetsjoeanaland en Swaziland werden door een vertegenwoordiger (de gouverneur-generaal van Zuid-Afrika) bestuurd onder de naam High Commission Territories, maar zijn ook apart in de lijst opgenomen. Bahrein, Koeweit, Muscat en Oman, Qatar en de Verdragsstaten waren protected states en vielen als zodanig onder de Persian Gulf Residency. Ook deze landen zijn apart in de lijst opgenomen. Brits-Indië is de term die refereert aan het Britse gezag op het Indische subcontinent. Het bestond uit gebieden die onder direct gezag vielen van de Britse Kroon (het eigenlijke Brits-Indië) en vele semi-onafhankelijke vorstenlanden (princely states) die door hun eigen lokale heersers werden bestuurd, maar onderhorig waren aan de Britse kolonisator. Deze vorstenlanden staan niet in onderstaande lijst vermeld, maar zijn weergegeven op de pagina vorstenlanden van Brits-Indië. Brits-Birma en de stad Aden vielen ook onder Brits-Indië en staan derhalve niet apart in onderstaande lijst vermeld. Noord-Borneo viel officieel onder de suzereiniteit van het Sultanaat Sulu, maar stond onder Britse protectie en is derhalve wel opgenomen in onderstaande lijst. Het Koninkrijk Egypte was sinds 1922 de jure onafhankelijk van het Verenigd Koninkrijk, maar stond tot aan de staatsgreep door de Vrije Officieren in 1952 onder grote Britse invloed.
| Korte landsnaam (Nederlands)                                 | Status                                                                                      | Korte landsnaam (oorspronkelijke taal/talen)                                                                  |
| ------------------------------------------------------------ | ------------------------------------------------------------------------------------------- | --- |
| Aden                                                         | Protectoraat                                                                                | Arabisch: Maḥmiyyat ʿAdan / محمية عدن Engels: Aden Protectorate                                               |
| (tot 10 december) Anglo-Egyptisch Soedan (vanaf 10 december) | Condominium                                                                                 | Arabisch: السودان الأنجلو مصري Engels: Anglo-Egyptian Sudan                                                   |
| Ashmorerif                                                   | Overzees bezit                                                                              | Engels: Ashmore Reef                                                                                          |
| (tot 22 september) Bahama-eilanden (vanaf 22 september)      | Kroonkolonie                                                                                | Engels: The Bahamas                                                                                           |
| Bahrein                                                      | Protected state                                                                             | Arabisch: al-Bahrayn / البحرين Engels: Bahrain                                                                |
| Baker                                                        | Overzees bezit                                                                              | Engels: Baker Island                                                                                          |
| Barbados                                                     | Kroonkolonie                                                                                | Engels: Barbados                                                                                              |
| Basutoland                                                   | Kolonie                                                                                     | Engels: Basutoland                                                                                            |
| Beetsjoeanaland                                              | Protectoraat                                                                                | Engels: Bechuanaland                                                                                          |
| Bermuda                                                      | Kroonkolonie                                                                                | Engels: Bermuda                                                                                               |
| Bhutan                                                       | Protected state: Koninkrijk Bhutan                                                          | Dzongkha: Druk Yul / འབྲུག་ཡུལ་ Engels: Bhutan                                                                   |
| Brits-Ceylon                                                 | Kroonkolonie                                                                                | Engels: Ceylon                                                                                                |
| Britse Benedenwindse Eilanden                                | Kroonkolonie                                                                                | Engels: British Leeward Islands                                                                               |
| Britse Bovenwindse Eilanden                                  | Kroonkolonie                                                                                | Engels: British Windward Islands                                                                              |
| Britse Goudkust                                              | Kroonkolonie                                                                                | Engels: Gold Coast                                                                                            |
| Britse Salomonseilanden                                      | Protectoraat                                                                                | Engels: British Solomon Islands                                                                               |
| Brits-Guiana                                                 | Kroonkolonie                                                                                | Engels: British Guiana                                                                                        |
| Brits-Honduras                                               | Kroonkolonie                                                                                | Engels: British Honduras                                                                                      |
| Brits-Indië                                                  | Kroonkolonie                                                                                | Engels: British Raj / Indian Empire / India                                                                   |
| Brits-Kameroen                                               | Mandaatgebied                                                                               | Engels: Cameroons                                                                                             |
| Brits-Somaliland                                             | Protectoraat                                                                                | Engels: British Somaliland                                                                                    |
| Brits-Togoland                                               | Mandaatgebied                                                                               | Engels: British Togoland                                                                                      |
| Brunei                                                       | Protected state: Staat Brunei Darussalam                                                    | Engels en Maleis: Brunei                                                                                      |
| Cartier                                                      | Overzees bezit                                                                              | Engels: Cartier Island                                                                                        |
| Cyprus                                                       | Bezet gebied (tot 24 juli) Overzees bezit (vanaf 24 juli)                                   | Engels: Cyprus                                                                                                |
| (tot 10 december) Egypte (vanaf 10 december)                 | Protected state: Koninkrijk Egypte                                                          | Arabisch: Miṣr / مصر Engels: Egypt                                                                            |
| Falklandeilanden                                             | Kroonkolonie                                                                                | Engels: Falkland Islands                                                                                      |
| Fiji                                                         | Kolonie                                                                                     | Engels: Fiji                                                                                                  |
| Gambia                                                       | Protectoraat en Kroonkolonie                                                                | Engels: The Gambia                                                                                            |
| Gefedereerde Maleise Staten                                  | Protected state                                                                             | Engels: Federated Malay States Maleis: Negeri-negeri Melayu Bersekutu / نڬري٢ ملايو برسكوتو                   |
| Gibraltar                                                    | Kroonkolonie                                                                                | Engels: Gibraltar                                                                                             |
| Gilbert- en Ellice-eilanden                                  | Kroonkolonie                                                                                | Engels: Gilbert and Ellice Islands                                                                            |
| Guernsey                                                     | Brits Kroonbezit                                                                            | Engels: Guernsey Frans: Guernesey                                                                             |
| Heard en McDonaldeilanden                                    | Overzees bezit                                                                              | Engels: Heard Island and McDonald Islands                                                                     |
| Hongkong                                                     | Kroonkolonie                                                                                | Engels: Hong Kong Kantonees: Hong Kong / 香港                                                                 |
| Irak                                                         | Protectoraat: Koninkrijk Irak                                                               | Arabisch: al-ʿIrāq / العراق Engels: Iraq                                                                      |
| Jamaica                                                      | Kroonkolonie                                                                                | Engels: Jamaica                                                                                               |
| Jarvis                                                       | Overzees bezit                                                                              | Engels: Jarvis Island                                                                                         |
| Jersey                                                       | Brits Kroonbezit                                                                            | Engels en Frans: Jersey                                                                                       |
| Johor                                                        | Protected state                                                                             | Engels: Johor Maleis: Johor / جوهور                                                                           |
| Kedah                                                        | Protected state                                                                             | Engels: Kedah Maleis: Kedah / قدح                                                                             |
| (tot 1923) Kelantan (vanaf 1923)                             | Protected state                                                                             | Engels: Kelantan Maleis: Kelantan / كلنتن                                                                     |
| Kenia                                                        | Kroonkolonie en protectoraat                                                                | Engels: Kenya                                                                                                 |
| Koeweit                                                      | Protected state: Sjeikdom Koeweit                                                           | Arabisch: al-Kuwayt / الكويت Engels: Kuwait                                                                   |
| Line-eilanden                                                | Overzees bezit                                                                              | Engels: Line Islands                                                                                          |
| Maldiven                                                     | Protectoraat: Sultanaat der Maldiven                                                        | Engels: Maldive Islands                                                                                       |
| (tot 1923) Malta (vanaf 1923)                                | Kroonkolonie                                                                                | Engels: Malta                                                                                                 |
| Man                                                          | Brits Kroonbezit                                                                            | Engels: Isle of Man Manx-Gaelisch: Ellan Vannin                                                               |
| (tot 14 december) Mauritius (vanaf 14 december)              | Kroonkolonie                                                                                | Engels: Mauritius                                                                                             |
| Muscat en Oman                                               | Protected state: Sultanaat Muscat en Oman                                                   | Arabisch: Umān / عُمان Engels: Oman                                                                            |
| Nepal (tot 21 december)                                      | Protectoraat: Koninkrijk Nepal                                                              | Engels: Nepal Nepalees: Nepal / नेपाल                                                                           |
| Nigeria                                                      | Kroonkolonie en protectoraat                                                                | Engels: Nigeria                                                                                               |
| Noord-Borneo                                                 | Protected state, formeel onder de suzereiniteit van het Sultanaat Sulu                      | Engels: North Borneo Maleis: Borneo Utara                                                                     |
| Noord-Rhodesië                                               | Eigendom van de British South Africa Company                                                | Engels: Northern Rhodesia                                                                                     |
| Nyasaland                                                    | Protectoraat                                                                                | Engels: Nyasaland                                                                                             |
| Oeganda                                                      | Protectoraat                                                                                | Engels: Uganda                                                                                                |
| Palestina                                                    | Mandaatgebied                                                                               | Arabisch: Filasţīn / فلسطين Engels: Palestine Hebreeuws: Palestína (EY) / (פָּלֶשְׂתִּינָה (א"י                       |
| Perlis                                                       | Protected state                                                                             | Engels: Perlis Maleis: Perlis / ﭬﺮليس                                                                         |
| Phoenixeilanden                                              | Overzees bezit                                                                              | Engels: Phoenix Islands                                                                                       |
| Prins Edwardeilanden                                         | Overzees bezit                                                                              | Engels: Prince Edward Islands                                                                                 |
| Qatar                                                        | Protected state                                                                             | Arabisch: Qatar / قطر Engels: Qatar                                                                           |
| Ross Dependency (van 23 tot 30 juli)                         | Overzees bezit                                                                              | Engels: Ross Dependency                                                                                       |
| Sarawak                                                      | Protected state: Koninkrijk Sarawak                                                         | Engels: Sarawak Maleis: Sarawak / سراوق                                                                       |
| Seychellen                                                   | Kroonkolonie                                                                                | Engels: Seychelles                                                                                            |
| Sierra Leone                                                 | Kroonkolonie en protectoraat                                                                | Engels: Sierra Leone                                                                                          |
| Sint-Helena                                                  | Kroonkolonie                                                                                | Engels: Saint Helena                                                                                          |
| Straits Settlements                                          | Protectoraat                                                                                | Chinees: Hǎixiá zhímíndì / 海峡殖民地 Engels: Straits Settlements Maleis: Negeri-Negeri Selat / نڬري-نڬري سلت |
| Swaziland                                                    | Protectoraat: Koninkrijk Swaziland                                                          | Engels: Swaziland Swazi: eSwatini                                                                             |
| (tot 9 maart) Tanganyika (vanaf 9 maart)                     | Mandaatgebied                                                                               | Engels: Tanganyika                                                                                            |
| Terengganu                                                   | Protected state                                                                             | Engels: Terengganu Maleis: Terengganu / ترڠڬانو                                                               |
| Tonga                                                        | Protected state: Koninkrijk Tonga                                                           | Engels en Tongaans: Tonga                                                                                     |
| Transjordanië (vanaf 25 mei)                                 | Mandaatgebied: Emiraat Transjordanië                                                        | Arabisch: Sharq al-ʾUrdun / شرق الأردن Engels: Transjordan                                                    |
| Trinidad en Tobago                                           | Kroonkolonie                                                                                | Engels: Trinidad and Tobago                                                                                   |
| Tristan da Cunha                                             | Overzees bezit                                                                              | Engels: Tristan da Cunha                                                                                      |
| Verdragsstaten                                               | Protected states                                                                            | Arabisch: ولايات الساحل المتصالح Engels: Trucial States                                                       |
| Victorialand                                                 | Overzees bezit                                                                              | Engels: Victoria Land                                                                                         |
| Zanzibar                                                     | Protectoraat: Sultanaat Zanzibar                                                            | Arabisch: Zanjibār / زنجبار Engels: Zanzibar                                                                  |
| Zuid-Rhodesië (tot 1 oktober) (vanaf 1 oktober)              | Eigendom van de British South Africa Company (tot 1 oktober) Kroonkolonie (vanaf 1 oktober) | Engels: Southern Rhodesia                                                                                     |

### Deense niet-onafhankelijke gebieden
Faeröer was een provincie van Denemarken en was dus eigenlijk een integraal onderdeel van dat land. Desondanks zijn de Faeröer wel in onderstaande lijst opgenomen, omdat het wel als apart afhankelijk gebied kan worden beschouwd. IJsland was in personele unie met Denemarken verbonden, maar was wel een onafhankelijk land en is derhalve niet in onderstaande lijst opgenomen.
| Korte landsnaam (Nederlands) | Status    | Korte landsnaam (oorspronkelijke taal/talen) |
| ---------------------------- | --------- | -------------------------------------------- |
| Faeröer                      | Provincie | Deens: Færøerne                              |
| Groenland                    | Kolonie   | Deens: Grønland                              |

### Ethiopische niet-onafhankelijke gebieden
| Korte landsnaam (Nederlands) | Status                       | Korte landsnaam (oorspronkelijke taal/talen) |
| ---------------------------- | ---------------------------- | -------------------------------------------- |
| Jimma                        | Vazalstaat: Koninkrijk Jimma | Afaan Oromo: Jimmaa                          |

### Finse niet-onafhankelijke gebieden
Åland maakte eigenlijk integraal onderdeel uit van Finland, maar heeft sinds de Vrede van Parijs (1856) een internationaal erkende speciale status met grote autonomie.
| Korte landsnaam (Nederlands) | Status          | Korte landsnaam (oorspronkelijke taal/talen) |
| ---------------------------- | --------------- | -------------------------------------------- |
| Åland                        | Autonoom gebied | Zweeds: Åland                                |

### Franse niet-onafhankelijke gebieden
Frans-West-Afrika was een federatie van acht Franse koloniën bestaande uit Dahomey, Frans-Guinea, Frans-Soedan, Ivoorkust, Mauritanië, Niger, Opper-Volta en Senegal. Frans-Equatoriaal Afrika was een kolonie die bestond uit vier territoria: Gabon, Midden-Congo, Oubangui-Chari en Tsjaad. De Unie van Indochina, ofwel Frans-Indochina, was een federatie die bestond uit het Protectoraat Cambodja, het Koninkrijk Laos, het Protectoraat Annam, het Protectoraat Tonkin en de kolonie Frans-Cochin-China. Het Frans Mandaat voor Syrië en Libanon was een mandaatgebied dat bestond uit Alexandretta, Souaida, Groot-Libanon en de Syrische Federatie. De onderdelen van dit mandaat zijn echter wel afzonderlijk weergegeven. Algerije werd, met uitzondering van de zuidelijke territoria, bestuurd als een integraal onderdeel van Frankrijk, maar is wel apart in de lijst opgenomen. Wallis en Futuna werd bestuurd door de gouverneur van Nieuw-Caledonië, maar was geen onderdeel van de kolonie en is ook in de lijst opgenomen. 
| Korte landsnaam (Nederlands)            | Status                                                                      | Korte landsnaam (oorspronkelijke taal/talen)                                                               |
| --------------------------------------- | --------------------------------------------------------------------------- | --- |
| Adélieland                              | Overzees bezit                                                              | Frans: Terre Adélie                                                                                        |
| Alexandretta (tot 1923)                 | Onderdeel van het Frans Mandaat voor Syrië en Libanon: Sandjak Alexandretta | Arabisch: Sanjaq al-Iskandarūna / سنجق الإسكندرونة Frans: Sandjak d'Alexandrette Turks: İskenderun Sancağı |
| Algerije                                | Verzameling departementen en territoria                                     | Frans: Algérie                                                                                             |
| Crozeteilanden                          | Overzees bezit                                                              | Frans: Îles Crozet                                                                                         |
| Frans-Equatoriaal-Afrika                | Kolonie                                                                     | Frans: Afrique équatoriale française                                                                       |
| Frans-Guyana                            | Kolonie                                                                     | Frans: Guyane                                                                                              |
| Frans-Indië                             | Kolonie                                                                     | Frans: Établissements français de l'Inde                                                                   |
| Frans-Kameroen                          | Mandaatgebied                                                               | Frans: Cameroun                                                                                            |
| Frans-Madagaskar                        | Kolonie                                                                     | Frans: Madagascar                                                                                          |
| Frans-Marokko                           | Protectoraat                                                                | Arabisch: al-Maghrib / المغرب Frans: Maroc                                                                 |
| Frans-Oceanië                           | Kolonie                                                                     | Frans: Océanie française                                                                                   |
| Frans-Somaliland                        | Kolonie                                                                     | Frans: Côte française des Somalis                                                                          |
| Frans-Togoland                          | Mandaatgebied                                                               | Frans: Togoland français                                                                                   |
| Frans-West-Afrika                       | Kolonie                                                                     | Frans: Afrique occidentale française                                                                       |
| Groot-Libanon                           | Onderdeel van het Frans Mandaat voor Syrië en Libanon: Staat Groot-Libanon  | Arabisch: Dawlat Lubnān al-Kabīr / دولة لبنان الكبير Frans: Grand Liban                                    |
| Guadeloupe                              | Kolonie                                                                     | Frans: Guadeloupe                                                                                          |
| Kerguelen                               | Overzees bezit                                                              | Frans: Îles Kerguelen                                                                                      |
| Martinique                              | Kolonie                                                                     | Frans: Martinique                                                                                          |
| Nieuw-Caledonië                         | Kolonie                                                                     | Frans: Nouvelle-Calédonie                                                                                  |
| Réunion                                 | Kolonie                                                                     | Frans: Réunion                                                                                             |
| Rijnlandse Republiek (vanaf 21 oktober) | Protectoraat                                                                | Duits: Rheinische Republik Frans: République rhénane                                                       |
| Saint-Paul en Amsterdam                 | Overzees bezit                                                              | Frans: Saint-Paul-et-Amsterdam                                                                             |
| Saint-Pierre en Miquelon                | Kolonie                                                                     | Frans: Saint-Pierre et Miquelon                                                                            |
| Souaida                                 | Onderdeel van het Frans Mandaat voor Syrië en Libanon: Staat Souaida        | Arabisch: دولة السويداء Frans: Souaida                                                                     |
| Syrië                                   | Onderdeel van het Frans Mandaat voor Syrië en Libanon: Syrische Federatie   | Arabisch: al-Ittiḥād as-Sūrī / الاتحاد السوري Frans: Fédération syrienne                                   |
| Tunesië                                 | Protectoraat                                                                | Arabisch: Tūnis / تونس Frans: Tunisie                                                                      |
| Unie van Indochina                      | Federatie van Franse koloniën en protectoraten: Indo-Chinese Federatie      | Frans: Fédération indochinoise                                                                             |
| Wallis en Futuna                        | Protectoraat                                                                | Frans: Wallis-et-Futuna                                                                                    |

### Internationale niet-onafhankelijke gebieden
| Korte landsnaam (Nederlands) | Status                                                       | Korte landsnaam (oorspronkelijke taal/talen)                           |
| ---------------------------- | ------------------------------------------------------------ | ---------------------------------------------------------------------- |
| Danzig                       | Vrije stad onder toezicht van de Volkenbond                  | Duits: Danzig Pools: Gdańsk                                            |
| Memelland (tot 23 januari)   | Mandaatgebied van de Volkenbond onder Frans bestuur          | Duits: Memelland Frans: Territoire de Memel Litouws: Klaipėdos kraštas |
| Saargebied                   | Mandaatgebied van de Volkenbond onder Frans en Brits bestuur | Duits: Saargebiet Engels: Saar Frans: Sarre                            |
| Tanger (vanaf 18 december)   | Internationale zone                                          | Arabisch: طنجة Engels: Tangier Frans: Tanger Spaans: Tánger            |

### Italiaanse niet-onafhankelijke gebieden
| Korte landsnaam (Nederlands)                 | Status  | Korte landsnaam (oorspronkelijke taal/talen)           |
| -------------------------------------------- | ------- | ------------------------------------------------------ |
| Italiaans-Eritrea                            | Kolonie | Italiaans: Eritrea                                     |
| Italiaans-Noord-Afrika                       | Kolonie | Italiaans: Africa Settentrionale Italiana              |
| Italiaans-Somaliland                         | Kolonie | Italiaans: Somalia Italiana                            |
| Italiaanse Egeïsche Eilanden (vanaf 24 juli) | Kolonie | Italiaans: Possedimenti Italiani delle isole dell'Egeo |

### Japanse niet-onafhankelijke gebieden
| Korte landsnaam (Nederlands) | Status             | Korte landsnaam (oorspronkelijke taal/talen)  |
| ---------------------------- | ------------------ | --------------------------------------------- |
| Korea                        | Afhankelijk gebied | Japans: Chōsen / 朝鮮 Koreaans: Chosŏn / 한국 |
| Taiwan                       | Afhankelijk gebied | Chinees: Táiwān / 臺灣 Japans: Taiwan / 台湾  |
| Zuid-Pacifisch Mandaatgebied | Mandaatgebied      | Japans: Nan'yō-chō / 南洋庁                   |

### Nederlandse niet-onafhankelijke gebieden
| Korte landsnaam (Nederlands) | Status             | Korte landsnaam (oorspronkelijke taal/talen) |
| ---------------------------- | ------------------ | -------------------------------------------- |
| Curaçao                      | Overzees rijksdeel | Nederlands: Curaçao en Onderhorigheden       |
| Nederlands-Indië             | Overzees rijksdeel | Nederlands: Nederlandsch-Indië               |
| Suriname                     | Overzees rijksdeel | Nederlands: Suriname                         |

### Nieuw-Zeelandse niet-onafhankelijke gebieden
| Korte landsnaam (Nederlands)    | Status             | Korte landsnaam (oorspronkelijke taal/talen) |
| ------------------------------- | ------------------ | -------------------------------------------- |
| Cookeilanden                    | Afhankelijk gebied | Engels: Cook Islands                         |
| Niue                            | Afhankelijk gebied | Engels: Niue                                 |
| Ross Dependency (vanaf 30 juli) | Afhankelijk gebied | Engels: Ross Dependency                      |
| West-Samoa                      | Mandaatgebied      | Engels: Western Samoa                        |

### Noorse niet-onafhankelijke gebieden
Spitsbergen maakte eigenlijk integraal onderdeel uit van Noorwegen, maar had volgens het Spitsbergenverdrag een internationaal erkende speciale status met grote autonomie.
| Korte landsnaam (Nederlands) | Status                     | Korte landsnaam (oorspronkelijke taal/talen) |
| ---------------------------- | -------------------------- | -------------------------------------------- |
| Spitsbergen                  | Gebied met speciale status | Noors: Svalbard                              |
| Sverdrup-eilanden            | Overzees bezit             | Noors: Sverdrupøyene                         |

### Portugese niet-onafhankelijke gebieden
| Korte landsnaam (Nederlands)                | Status                                             | Korte landsnaam (oorspronkelijke taal/talen) |
| ------------------------------------------- | -------------------------------------------------- | -------------------------------------------- |
| Cabo Delgado en Niassa                      | Gebied onder beheer van de Companhia do Niassa     | Portugees: Cabo Delgado e Niassa             |
| Kaapverdië                                  | Kolonie                                            | Portugees: Cabo Verde                        |
| Macau                                       | Kolonie                                            | Portugees: Macau                             |
| Manica en Sofala                            | Gebied onder beheer van de Companhia de Moçambique | Portugees: Manica e Sofala                   |
| Portugees-Guinea                            | Kolonie                                            | Portugees: Guiné Portuguesa                  |
| Portugees-Indië (ook wel: Goa)              | Kolonie                                            | Portugees: Estado da Índia Portuguesa        |
| Portugees-Oost-Afrika (ook wel: Mozambique) | Kolonie                                            | Portugees: África Oriental Portuguesa        |
| Portugees-Timor                             | Kolonie                                            | Portugees: Timor Português                   |
| Portugees-West-Afrika (ook wel: Angola)     | Kolonie                                            | Portugees: África Ocidental Portuguesa       |
| Sao Tomé en Principe                        | Kolonie                                            | Portugees: São Tomé e Príncipe               |

### Niet-onafhankelijke gebieden van de Sovjet-Unie
| Korte landsnaam (Nederlands)      | Status | Korte landsnaam (oorspronkelijke taal/talen)                 |
| --------------------------------- | --- | ------------------------------------------------------------ |
| (tot 1923) Boechara               | Vazalstaat: Volksrepubliek Boechara                                                                                              | Oezbeeks: Buxoro / Бухоро Russisch: Бухара́ Tadzjieks: Бухоро |
| (tot 1923) Chorasmië (vanaf 1923) | Vazalstaat: Volksrepubliek Chorasmië (tot 20 oktober) Vazalstaat: Chorasmische Socialistische Sovjetrepubliek (vanaf 20 oktober) | Oezbeeks: Xorazm Russisch: Хорезм                            |
| Tannoe-Toeva                      | Vazalstaat: Volksrepubliek Tannoe-Toeva                                                                                          | Russisch: Tyva / Тува́ Toevaans: Tıwa / Тьва                  |

### Spaanse niet-onafhankelijke gebieden
| Korte landsnaam (Nederlands) | Status         | Korte landsnaam (oorspronkelijke taal/talen)                                  |
| ---------------------------- | -------------- | ----------------------------------------------------------------------------- |
| Fernando Poo                 | Kolonie        | Spaans: Fernando Pó                                                           |
| Ifni                         | Protectoraat   | Spaans: Ifni                                                                  |
| Río de Oro                   | Protectoraat   | Spaans: Río de Oro                                                            |
| Río Muni                     | Kolonie        | Spaans: Río Muni                                                              |
| Saguia el Hamra              | Overzees bezit | Spaans: Saguia el Hamra                                                       |
| Spaans-Marokko               | Protectoraat   | Arabisch: Isbāniyā fi-l-Magrib / إسبَانِيَا بالمَغْربْ Spaans: Español de Marruecos |

### Zuid-Afrikaanse niet-onafhankelijke gebieden
| Korte landsnaam (Nederlands) | Status        | Korte landsnaam (oorspronkelijke taal/talen)                                    |
| ---------------------------- | ------------- | ------------------------------------------------------------------------------- |
| Zuidwest-Afrika              | Mandaatgebied | Afrikaans: Suidwes-Afrika Engels: South West Africa Nederlands: Zuidwest-Afrika |